# Orectoscelis kovariki
Orectoscelis kovariki är en skalbaggsart som beskrevs av Dégallier och Michael S. Caterino 2005. Orectoscelis kovariki ingår i släktet Orectoscelis och familjen stumpbaggar. Inga underarter finns listade i Catalogue of Life.